# Mein rechter, rechter Platz
Mein rechter, rechter Platz (alternativ: Mein rechter, rechter Platz ist frei oder Mein rechter, rechter Platz ist leer) ist ein Spiel für Kinder. Häufig wird es in neu zusammengesetzten Gruppen als Kennenlernspiel eingesetzt.

## Verlauf
Die Kinder sitzen im Stuhlkreis, ein Stuhl bleibt frei. Der Spieler links neben dem freien Stuhl beginnt, indem er sagt: „Mein rechter, rechter Platz ist leer, ich wünsche mir den/die ... (Name einer teilnehmenden Person) her.“ Während des Sprechens klopft er rhythmisch mit dem Finger oder mit der Hand auf die freie Sitzfläche. Der ausgewählte Mitspieler fragt den Startspieler: „Als was soll ich kommen?“ Der Startspieler nennt ein Tier, welches der ausgewählte Mitspieler auf seinem Weg zum freien Stuhl pantomimisch darstellen muss. Durch den Platzwechsel ist ein anderer Stuhl frei geworden und der Ablauf wiederholt sich. Als Variante kann auch von vornherein das Tier genannt werden, welches der Gerufene darstellen soll.
Das Spiel wird meistens spontan beendet. Einen Gewinner oder einen Verlierer gibt es nicht.
Wahlweise kann auch gesprochen werden: „Mein rechter, rechter Platz ist frei, ich wünsche mir den/die ... herbei.“ Diese Variante bewahrt bei einsilbigen Namen einen jambischen Rhythmus, während sich die zuerst genannte Variante besser bei zweisilbigen (anfangsbetonten) Namen eignet.

## Varianten
- Einsatz von Musikinstrumenten: Der Ablauf gleicht dem Standardspiel. Jedes Kind bekommt ein Musikinstrument (z. B. Handtrommel, Klanghölzer, Triangel), welches es vor dem Platzwechsel spielt.[5] Eine weitere Möglichkeit ist es, dass das gerufene Kind auf dem Weg zum neuen Platz pantomimisch das Spielen eines Musikinstrumentes darstellen muss.
- Falsche Namen: Jedem Mitspieler wird, für alle anderen verdeckt, der Name eines Gruppenmitglieds zugeordnet. Somit weiß niemand, welchen Mitspieler er zu sich holt.
- Um die Zuordnungsbeschreibungen links und rechts zu üben, wird das Spiel abwechselnd mit Mein rechter, rechter Platz ist leer und Mein linker, linker Platz ist leer gespielt.
- Vereinfachung: Der Gerufene wechselt den Platz ohne weitere Aktionen.